# Munuwa
Munuwa (nep. मुनुवा) – gaun wikas samiti w zachodniej części Nepalu w strefie Seti w dystrykcie Kailali. Według nepalskiego spisu powszechnego z 2001 roku liczył on 1699 gospodarstw domowych i 11939 mieszkańców (5904 kobiet i 6035 mężczyzn).